# Martín Zurbano
Martín Zurbano, conocido popularmente como Martín Varea (Varea, La Rioja, 29 de febrero de 1788 - Logroño, 21 de enero de 1845), fue un militar liberal progresista español. 
Pío Baroja lo usa como personaje en el libro quinto de "El aprendiz de conspirador", en un capítulo que transcurre en Laguardia en 1837. Entre otras cosas dice de él: "Aquel hombre era un admirable ejemplar de la violencia ibérica; su alma, inquieta, tumultuosa, tenía algo de volcán en perpetua erupción".  

## Biografía

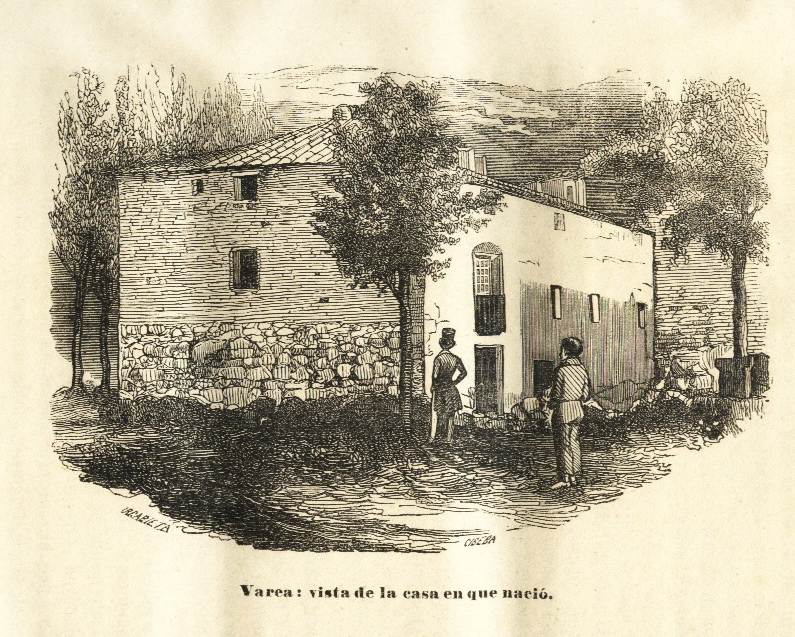
Casa natal de Martín Zurbano.

Fue el menor de cuatro hermanos. Estudió en el Seminario de Logroño, y en su juventud se dedicó a la agricultura y al contrabando. Su carrera militar comenzó luchando en la Guerra de la Independencia Española como guerrillero contra las tropas de Napoleón en 1808 al unirse a la partida de Cuevillas, pero la abandonó poco tiempo después y volvió a sus labores de agricultor y contrabandista. Participó en la resistencia liberal contra los Cien Mil Hijos de San Luis, motivo por el que fue represaliado. Encarcelado solicitó el indulto que le fue concedido con la condición de que se dedicara sólo a sus labores de agricultor, lo cual cumplió hasta la llegada de la nueva guerra.
En el verano de 1835 creó una tropa franca del bando isabelino, conocida como "Batallón de Voluntarios de La Rioja-alavesa" comenzando a actuar en la Rioja Alavesa. En sus correrías Zurbano y su tropa ponen en jaque, de forma rápida y expeditiva a cuanta tropa carlista les sale al paso. Sus tácticas guerrilleras consisten en asaltar por sorpresa a pequeños grupos de soldados carlistas, así como a pueblos que les son afines. Sus éxitos son cuantiosos y pronto se forma una leyenda fabulosa en su figura. Duro, incansable, expeditivo; de nuevo trae la esperanza al bando liberal. Captura a numerosos oficiales carlistas, incluido el general Verastegui; con la soldadesca no es tan generoso, y muchos acaban fusilados de inmediato. Las autoridades realistas ofrecen fabulosas cantidades a quien sea capaz de atentar contra él. Afortunadamente Zurbano, sale bien parado de aquellos atentados. Pronto es ascendido e incorporado al ejército liberal, promocionado sobre todo por su cuasipaisano Espartero. Llega a participar en grandes operaciones militares en el Norte y en el Maestrazgo, como en la toma de Morella. Al finalizar la guerra obtiene el grado de Mariscal de Campo.
Debido a su actuación en la guerra, el carlista Vicente Pou calificó a Zurbano como un «hombre feroz, oprobio de la humanidad y bastante por sí solo a infamar un partido que cuenta con sus servicios».
Terminada la guerra, y siendo Espartero regente de España, fue nombrado comandante de Vizcaya, encargándose de la represión del pronunciamiento contra Espartero de 1841, como resultado del cual ordenó el fusilamiento de Manuel Montes de Oca, y luego gobernador militar de Gerona. Intervino en los sucesos previos al bombardeo de Barcelona el 3 de diciembre de 1842, y luego a las órdenes del general Antonio Van Halen, defendiendo al gobierno de Espartero, participó en los actos de represión de los sublevados en Cataluña. Sitió Reus donde estaba sublevado Juan Prim y logró tomar la ciudad tras pactar la marcha de los sublevados. Marchando hacía Madrid sus tropas le abandonaron y se unieron a las de Ramón María Narváez dando por finiquitado el gobierno progresista de Espartero.
Zurbano huye al exilio, desde donde regresará tras pactar con el gobierno. Durante un tiempo se dedica a labores agrícolas en su finca, pero sin perder contacto con excompañeros de armas descontentos con la política de Madrid.

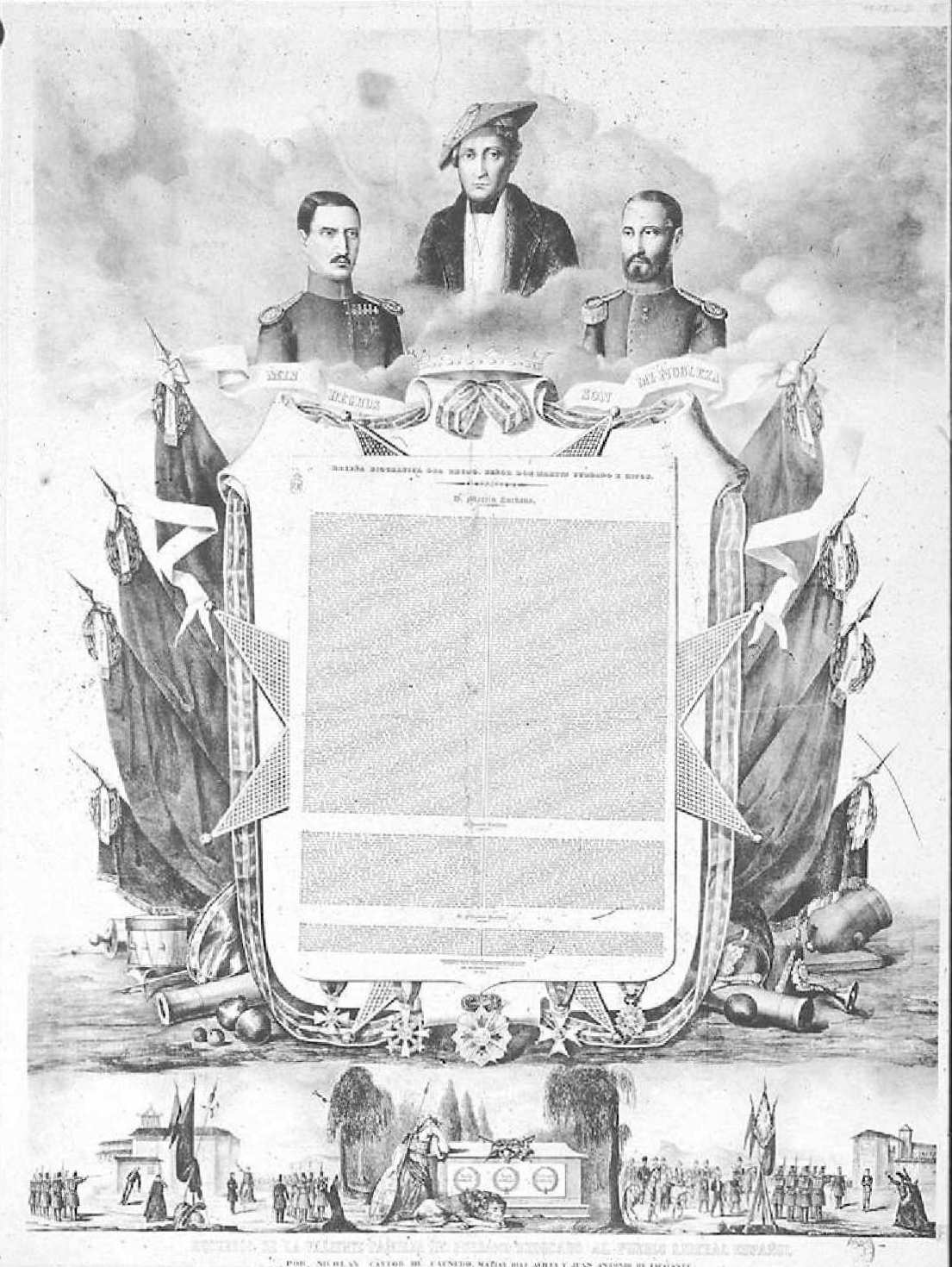
Retratos de Martín Zurbano y sus hijos Benito y Feliciano. Cartela con los datos biográficos de los retratados y abajo escenas de sus fusilamientos. Al pie la dedicatoria: Recuerdo de la valiente familia.de Zurbano, dedicado al pueblo liberal español por Nicolás Castor de Cannedo, Matías Díaz Avilés y Juan Antonio de Escalante. Biblioteca Nacional de España

En 1844 una sublevación esparterista se fragua en diversos puntos de la Península. Varios oficiales prometen unirse a la rebelión de la que Zurbano es la principal cabeza solapada. De este modo Martín Zurbano unido a unos pocos incondicionales, entre los que están su fiel Cayo Muro y su dos hijos, inicia la rebelión dando el grito de sublevación tras ocupar Hormilla. Mientras van pasando las horas los sublevados acaban por apercibirse de que las diferentes promesas de rebelión no tenían lugar, en especial la fallida llegada de los que esperaba que se sublevarían en Santo Domingo de la Calzada, se refugia en los montes de Cameros, pasando antes por Nájera, realizando allí el fusilamiento del alguacil, último que ordenaría realizar durante su áspera carrera militar. Su último refugio fue en Ortigosa de Cameros, siendo allí apresado, en ello difieren las fuentes, en la casa de un amigo, en un corral alejado del pueblo o en una pequeña cueva que se encuentra entre este lugar y El Rasillo de Cameros.
Trasladado a Logroño, es juzgado sumariamente y condenado a morir fusilado. La ejecución se realizó el día 21 de enero de 1845 junto a sus dos hijos, Benito y Feliciano, en un muro del antiguo Monasterio de Valbuena, situado cercano a la ciudad. Sus restos se encuentran enterrados en el cementerio de Logroño.